# シトロエン・トゥビック
シトロエン・トゥビック (Citroën Tubik)は、シトロエンが2011年のフランクフルトモーターショーで公開した未来的なコンセプトカーである。

## 概要
トゥビックの名前とスタイリングは、シトロエンのTUBとタイプHにインスパイアされている。全長4.80m、全幅2.08mの未来的なミニバンで、プジョー・3008から派生した"Hybrid4"と呼ばれるディーゼルハイブリッドエンジンを搭載する。内装は9人乗りの大変モジュラーなデザインで、中央のベンチシートをベッドまたはワークタブレットに変形できるほか、前席の助手席を後ろ向きに回転させて後部座席の人と向き合うこともできる。

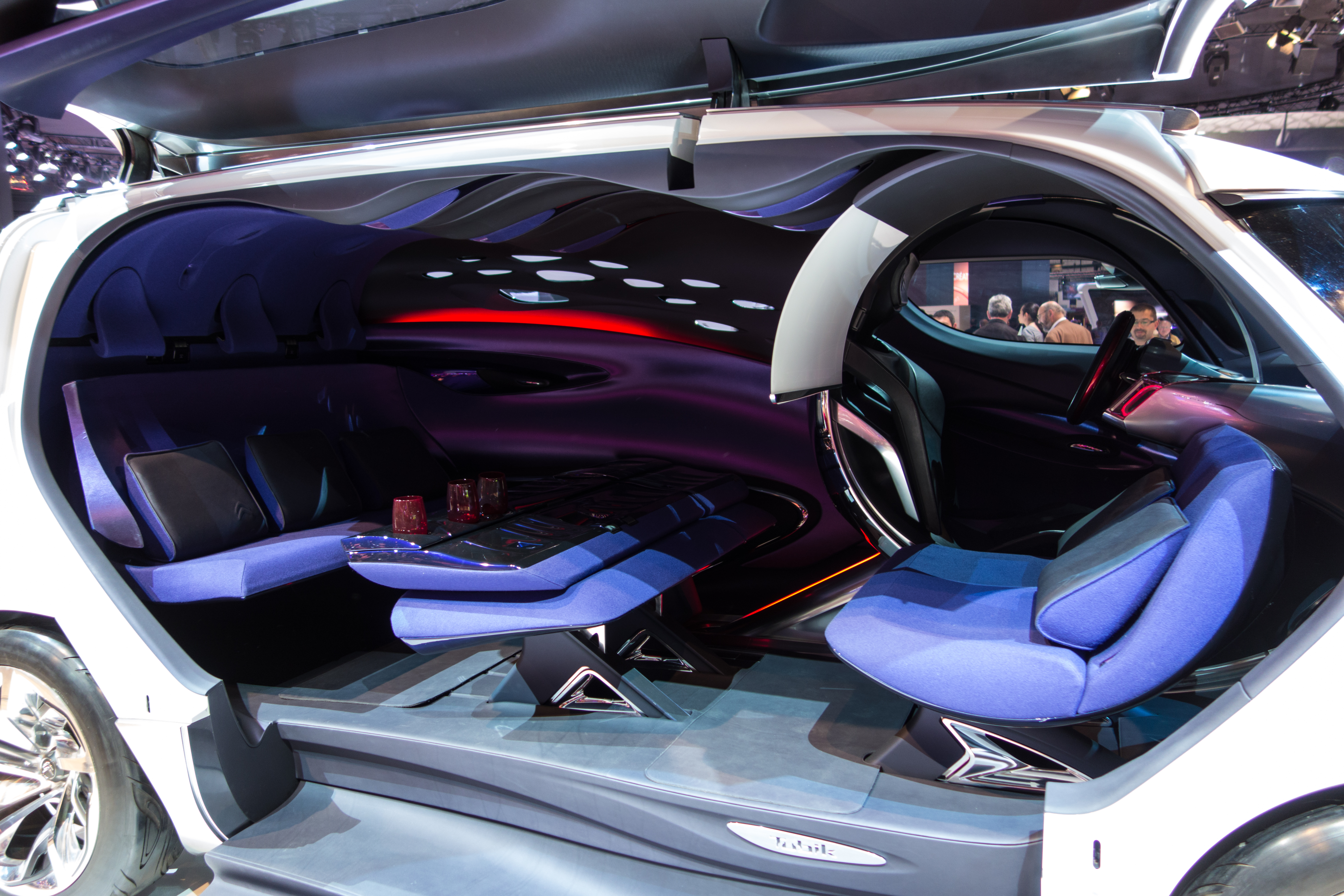
Interior

テュービックの外装デザインはラース・タウベルトが手掛けた。一方、内装は、パスカル・グラペとギヨーム・ルメートルというデザイナーが開発を行った。